# Allium synnotii
Allium synnotii — вид трав'янистих рослин родини амарилісові (Amaryllidaceae), ендемік ПАР.

## Опис
Allium synnotii — це трав'яниста багаторічна рослина, що має 2–7 листків завдовжки 10–30 см і квіткове стебло висотою 35–100 см від підземної цибулини. Яйцеподібна цибулина має розміри 15–25 мм × 10–20 мм.

## Поширення
Ендемік ПАР, який має ізольований від інших видів ареал.
Населяє сухі кам'янисті схили та рівнини; росте уздовж струмків і доріг; на рівнинах, глибоких пісках, жорстких ґрунтах і доломітових хребтах; населяє більш порушені місця проживання такі  як кукурудзяні поля; росте на висотах від 100 до 1000 метрів.

## Використання
Рослину збирають з дикої природи для місцевого використання задля їжі (цибулини й листя — сирі або варені, а також квіти — як гарнір до салатів).
Хоча конкретних згадок щодо цього виду немає, але члени цього роду, як правило, є дуже здоровими доповненнями до раціону. Вони містять сполуки сірки (які надають їм аромат цибулі), і при регулярному введенні в раціон вони допомагають знизити рівень холестерину в крові, діють як тонізуючий засіб для травної системи, а також тонізують кровоносну систему.